# Aleksej Andreevič Polivanov
Aleksej Andreevič Polivanov in russo Алексей Андреевич Поливанов? (Krasnoe-na-Volge, 16 marzo 1855 – Riga, 25 settembre 1920) è stato un generale e politico russo.

## Biografia
Polivanov nacque in una famiglia aristocratica russa. Diplomatosi alla scuola del genio militare Nikolaevsky di San Pietroburgo nel 1880, già nel 1877-1878 prese parte alla guerra russo-turca. Divenne successivamente membro dello stato maggiore dell'esercito russo (1899-1904), divenendone capo nel 1905.
A seguito dell'esito disastroso della guerra russo-giapponese nel 1904, nel 1905 venne nominato viceministro della guerra, dando inizio a numerose riforme politiche e militari, fatto che venne visto da molti come un elemento negativo al punto che nel 1912 venne costretto a dimettersi in quanto non era ben vista la sua cooperazione con alcuni elementi liberali della duma.
Polivanov venne comunque nominato membro del consiglio di stato nel 1912 e rimase tale sino al giugno del 1915 quando venne chiamato a sostituire Vladimir Aleksandrovič Suchomlinov come ministro della guerra; una volta entrato ufficialmente al ministero diede il via ad una serie di riforme per migliorare l'esercito russo, migliorare i rifornimenti ed i sistemi di comunicazione sul campo. Nell'agosto del 1915, quando venne a sapere che lo zar Nicola II voleva licenziare il granduca Nikolaj dal suo ruolo di comandante in capo dell'esercito russo e porsi personalmente alla guida dei suoi uomini al fronte, cercò di persuaderlo a non farlo. Questo fatto lo allontanò ancora di più dal sovrano e maggiormente dalla zarina che iniziò a cospirare contro di lui sino a quando lo zar non lo licenziò dal suo incarico nel marzo del 1916. Il suo successore fu Dimitrij Savel'evič Shuvayev.
Dopo la rivoluzione russa, Polivanov aderì all'Armata Rossa nel febbraio del 1920 e prese parte ai concordati della pace di Riga sul finire dell'anno, ma morì di tifo in quello stesso luogo.